# Baltische Eishockeyliga
Die Baltische Eishockeyliga war ein länderübergreifender Eishockeywettbewerb im Baltikum, an dem Mannschaften aus Estland, Lettland und Litauen teilnahmen. Er wurde einmalig in der Saison 2000/01 ausgetragen und vom lettischen Klub HK Liepājas Metalurgs gewonnen. Nach der Saison 2000/01 wurde die Liga nicht fortgeführt. Stattdessen wurde in der Saison 2004/05 ein Pokalwettbewerb einmalig ausgetragen.

## Saison 2000/01
An der Baltischen Liga nahmen in der Saison 2000/01 fünf Teams teil, davon drei aus Lettland sowie jeweils eine aus Litauen und Estland. Die Teams spielten zunächst in einer Dreiergruppe (Gruppe A) im Hin- und Rückspiel die Plätze aus. Der Gruppensieger qualifizierte sich für das Finale, der Zweite für das Spiel um den dritten Platz. In der Zweiergruppe (Gruppe B) wurde im Modus Best-of-Three ebenfalls der Finalteilnehmer und der Teilnehmer um das Spiel um den dritten Platz ermittelt.
Ebenfalls im Modus Best-of-Three wurden dann die Sieger der Finalrundenspiele ermittelt. Im Finale setzte sich der HK Liepājas Metalurgs gegen den HK Riga 2000 durch.

### Hauptrunde
Gruppe A
|    | Klub                    | Sp | S | U | N | Tore  | Punkte |
| -- | ----------------------- | -- | - | - | - | ----- | ------ |
| 1. | HK Riga 2000            | 8  | 8 | 0 | 0 | 35:12 | 16:0   |
| 2. | HK Central Kohtla-Järve | 8  | 3 | 1 | 4 | 32:33 | 07:09  |
| 3. | LB/Prizma Riga          | 8  | 0 | 1 | 7 | 17:39 | 01:15  |

Sp = Spiele, S = Siege, U = unentschieden, N = Niederlagen
Gruppe B
- HK Liepājas Metalurgs –  SC Energija 5:3, 6:4

### Finalrunde
Spiel um Platz 3
- HK Central Kohtla-Järve –  SC Energija 3:3, 7:4

Finale
- HK Liepājas Metalurgs –  HK Riga 2000 0:1, 4:1, 1:0